# Abu Dhabi Country Club Women's Football Club
Le Abu Dhabi Country Club est un club féminin de football émirati basé à Abou Dabi.

## Histoire
Le Abu Dhabi Country Club remporte son premier titre de champion des Émirats arabes unis en 2012, et conserve son titre depuis.
En 2019, le ADCC participe au championnat de la WAFF et termine troisième, derrière le Shabab Al-Ordon et SAS.
Lors de l'édition inaugurale de la Ligue des champions de l'AFC, en 2024-2025, Abu Dhabi remporte son tournoi préliminaire face aux Laotiennes des Young Elephants, aux Birmanes de Myawady et aux Saoudiennes d'Al-Nassr,. Seul club arabe en phase de groupes, emmené notamment par la milieu de terrain Nouf Al-Anzi, ADCC bat ensuite le Wuhan Jiangda, décroche le nul face aux Red Angels et se qualifie pour les quarts de finale.

## Palmarès
Championnat des Émirats arabes unis (10) :
- Champion en 2012-2013, 2013-2014, 2014-2015, 2015-2016, 2016-2017, 2017-2018, 2018-2019, 2021-2022, 2022-2023, 2023-2024